# Alfabeto slesiano di Steuer

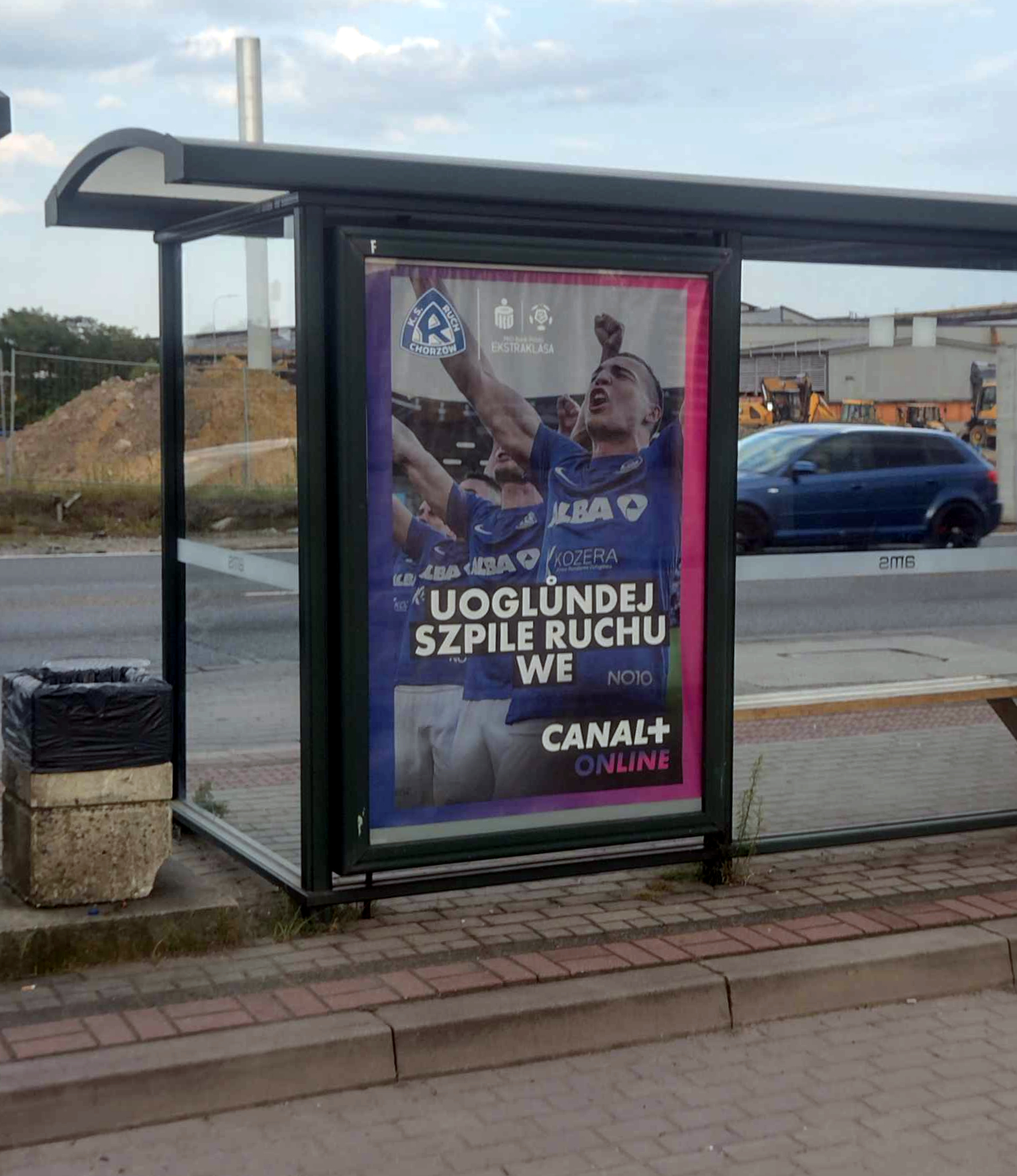
Pubblicità in slesiano scritta con l'alfabeto Steuer

L'alfabeto slesiano di Steuer (anche: l'ortografia di Steuer; slesiano: Steuerowy szrajbůnek) è una versione modificata dell'alfabeto latino che si usa per scrivere nel dialetto slesiano. 
Fu creato da Feliks Steuer nel periodo interbellico e veniva originariamente usato per il dialetto sulcoviano. Adesso, nella sua versione modificata, è una base per codificare questa parlata. Si compone di 30 caratteri:
A, B, C, Ć, D, E, F, G, H, I, J, K, L, Ł, M, N, Ń, O, P, R, S, Ś, T, U, Ů, W, Y, Z, Ź, Ż.
ed anche di 10 digrammi:
AU, CH, CZ, DZ, DŹ, DŻ, OU, RZ, SZ, UO.